# Yeondeunghoe
En Corée du Sud, le Yeondeunghoe désigne une fête des lanternes, célébrant l'anniversaire du Bouddha. Il est inscrit sur le liste du patrimoine culturel immatériel par l'UNESCO en 2020.

## Définition et tradition
Cette fête est célébrée dans toute la Corée du Sud. Elle se déroule le huitième jour du quatrième mois lunaire, ce qui correspond à l'anniversaire de Bouddha. Initialement religieux, le Yeondeunghoe prit une portée plus laïque, dans la mesure où il devint une fête  nationale du printemps ouverte à tout le monde. Les rituels consistent en un défilé de lanternes colorées en forme de lotus fabriquées pour l'occasion et suspendues. Certaines lanternes sont décorées de svastikas. Afin de célébrer la naissance du Bouddha, les participants versent de l'eau sur une représentation de lui enfant. Ensuite a lieu le défilé des lanternes, puis des jeux et activités ludiques publics. Les lanternes permettent d'exprimer des souhaits individuels, familiaux, communautaires et nationaux. L'allumage des lanternes est un symbole de l'éveil spirituel des individus et de la société, par la sagesse de Bouddha. Les temples bouddhiques et la communauté perpétuent la tradition. L'Association de Sauvegarde du Yeondeunghoe permet de le préserver    
. 

## Histoire
La première occurrence du Yeondeunghoe a lieu dans le Samguk Sagi (Histoire des trois royaumes). Il y est indiqué que, dans le royaume unifié de Silla, de 668 à 935, le roi Gyeongmun et la reine Jinseong allèrent observer les lanternes, à l'occasion de la pleine lune, au temple Hwangnyong. Pendant l'ère Goryeo, cette fête passe de la célébration de la pleine lune à celle de l'anniversaire de Bouddha. Durant l'époque Joseon, de 1392 à 1910, il s'agit d'un évènement folklorique (davantage qu'un jour religieux). Elle prend le nom de Gwandeung-nori (fête des lanternes). Dans le défilé contemporain, les lanternes sont dotées de symboliques : la tortue représente la longévité, les fruits, la prospérité et la fécondité.

## Inscription sur la liste du patrimoine culturel immatériel
L'inscription du Yeondeunghoe sur la liste du patrimoine culturel immatériel eut lieu lors de la quinzième session du Comité intergouvernemental de la Convention pour la sauvegarde du patrimoine immatériel, à Paris, en 2020. Cet ajout fit du Yeondeunghoe le vingt-et-unième élément coréen reconnu dans cette liste. Chung-Jae Suk déclare espérer que l'esprit de dialogue du Yeondeunghoe inspirera la résolution de conflits mondiaux.